# Tihomil Vranješ
Tihomil (Tiho) Vranješ (Dubrovnik, 10. studenog 1977.), hrvatski vaterpolist
Vaterpolsku karijeru započeo je 1989. godine u VK Jug iz Dubrovnika, za koji je igrao sve do 2004. kada je prešao u HAVK Mladost iz Zagreba. Od 2006. igra za grčki Olympiakos. Za reprezentaciju Hrvatske prvi puta je nastupio 1999. godine, 
Dosadašnji uspjesi u klupskoj karijeri:
- 3x prvak Hrvatske,
- 3x Kup Hrvatske,
- 1x prvak Europe,
- 1x Kup LEN

Najveći uspjesi u reprezentativnoj karijeri:
- srebro na EP u Kranju 2003.